# Musique yéménite

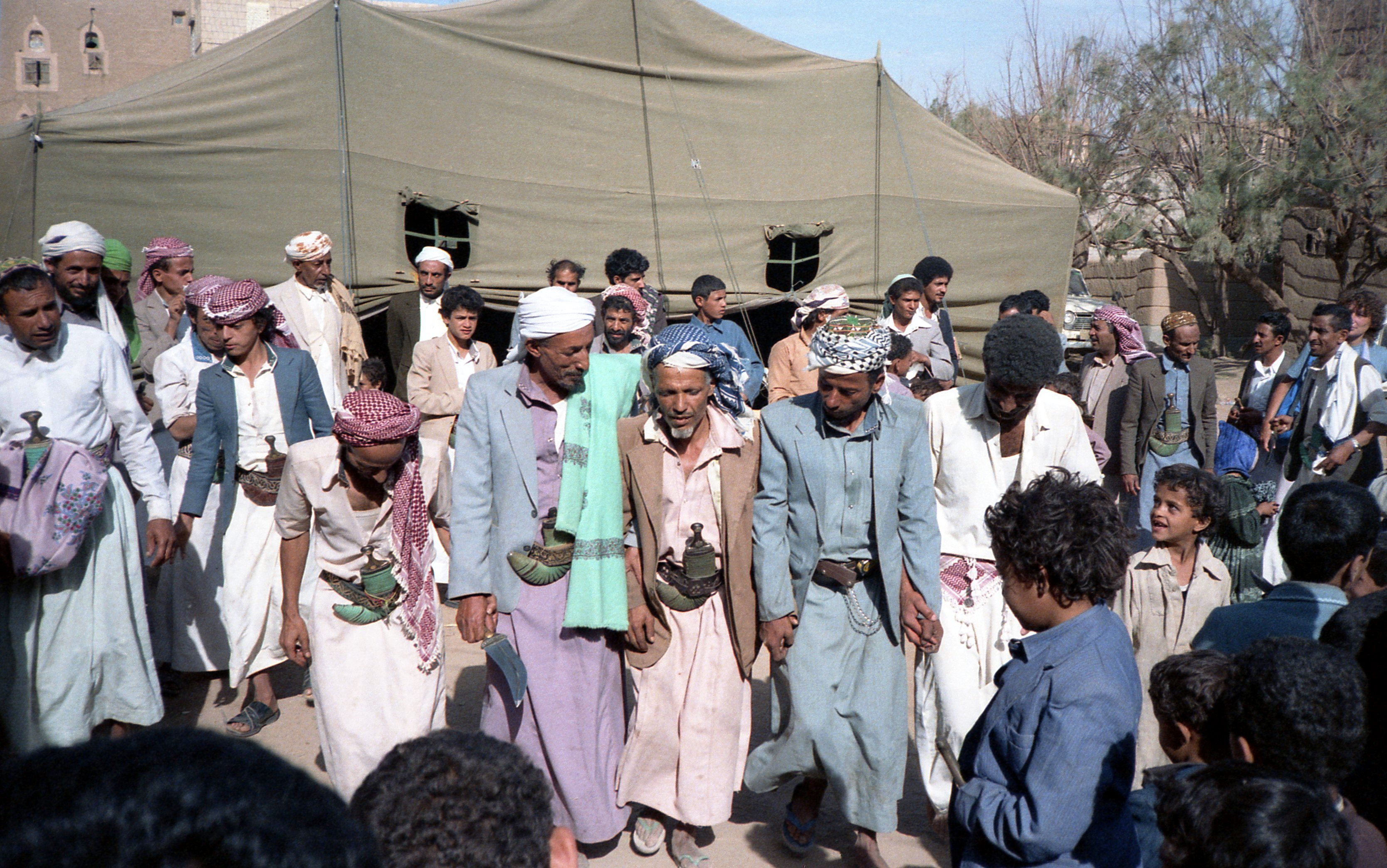
Danse à Sa'dah.

La musique yéménite est pratiquée dans les diverses régions du Yémen, un pays situé aux confins sud-ouest de la péninsule arabique. Bien qu'elle soit apparentée à la musique arabe, elle présente de nombreuses particularités formelles et instrumentales, dues des influences de l'Afrique de l'Est et de l'océan Indien, mais aussi une longue histoire spécifique. Terre d'échanges, de caravanes et de marins, le Yémen partage bien des traits musicaux avec la musique égyptienne et la musique d'Arabie et du Golfe, tout en ayant développé au cours des siècles des styles locaux et régionaux bien particuliers. Principalement de tradition orale, elle commence à être documentée à partir du XIVe siècle, grâce aux recueils manuscrits de la poésie semi-dialectale homaynî. Après 1948, de nombreux musiciens yéménites de confession juive s'expatrient en Israël où ils sont très appréciés (comme Ofra Haza ou Talya G. A Solan).
L'UNESCO proclame la tradition musicale de Sanaa, al-Ghina al-San'ani, comme chef-d'œuvre du patrimoine culturel immatériel de l'humanité, le 7 novembre 2003, et l'a intégré ensuite à la Liste Représentative du PCI.

## Musique traditionnelle
On peut classer les musiques du Yémen en deux catégories sociologiques principales ; d’une part les musiques citadines, dominées par le modèle d'un chanteur, en général un homme, s’accompagnant lui-même au luth oriental (’ûd), et étant éventuellement accompagné par des instruments de percussion (forme qui a évolué récemment vers des formations instrumentales plus étoffées) ; et d’autre part, des chants populaires ruraux très variés, dont une grande partie accompagne les travaux agricoles, et une autre les représentations de la tribu.

### Musiques citadines savantes
Le répertoire poétique des chants citadins est principalement lyrique : l'amour, l'amitié, la séparation, et l'absence. La poésie la plus prisée, le homayni, est semi-dialectale et remontre à la tradition classique du muwashshah andalou, par des poètes yéménites qui l’ont rapportée du Caire vers le XIVe siècle,, enrichie par de nombreuses sources locales et populaires. Dans la première génération enregistrée sur disque 78 tours dans les années 1930 à 1950 à Aden durant l'occupation britannique, on distingue trois ou quatre grandes traditions citadines, par ordre d’apparition dans la discographie :
- Le chant de Sanaa (al-ghinâ al-san'ânî) est le genre considéré par les Yéménites comme le plus ancien ou le plus « classique ». La poésie qui y est chantée est principalement du genre homaynî, dominant à Sanaa et dans sa région depuis le XVIe siècle environ, à l'époque du poète Mohammed 'Abdallah Sharaf al-Dîn. Pour souligner l'importance de la musique dans leur société, les habitants de Sanaa considèrent que la musique est « la médecine de l'âme » (Lambert 1997[réf. nécessaire]). On découvre le Chant de Sanaa sur le plan sonore au début du XXe siècle dans les enregistrements sur disques 78 tours à Aden[7], avec le Sheykh Ali Abû Bakr BâSharâhîl[8], Mohammed al-Mâs, Qâsim al-Akhfash, qui jouaient du luth yéménite, qanbûs, et non du ‘ûd oriental. Ce luth monoxyle, appelé également tarab (turbî, ou « luth de Sanaa ») est un cousin du ‘ûd, mais avec des racines et une structure plus archaïques : seulement 4 cordes et une caisse monoxyle recouverte d'une peau[9]. D'autres grands musiciens enregistrés dès les années 1930 sont Ibrâhîm al-Mâs, Sâlih al-‘Antarî[10], Ahmed ‘Ubayd al-Qa‘tabî. Dans les années 1970, cette forme va connaître un grand essor, grâce à la libéralisation à la suite de la révolution de 1962 à Sanaa, avec des grands musiciens comme Ahmed al-Sunaydâr[11], ‘Alî al-Anisî, Mohammed al-Hârithî, ‘Alî Hamûd al-Sima qui font des grandes carrières grâce à la radio et l'industrie de la cassette. Plus tard, dans les années 1990, on redécouvrira[style à revoir] des musiciens restés dans l'intimité de la pratique familiale ou communautaire, et qui jouaient encore du luth yéménite : Hassan al-‘Ajamî[12], Yahyâ al-Nûnû, Mohammed al-Dhamârî, ainsi que Mohammed al-Khamîsî au plateau en cuivre, sahn. Ces musiciens prolongeaient la tradition locale du magyal, la séance d’après-midi, souvent accompagnée de la consommation du qat, et moment privilégié pour jouer de la musique.

- Le genre Lahjî provient d’une petite ville située près d'Aden, où se développe un style nouveau au début du XXe siècle, sous l’impulsion d’un prince local du Sultanat de Lahej, Mohammed Fadil (al-Komandan) qui était à la fois parolier et compositeur. Il était le mécène du chanteur Fadl al-Lahjî[13] qui chantait ses poèmes, ainsi que ceux de 'Abdallah Hâdî Subayt. Le style lahjî est caractérisé par des airs populaires issus des zones rurales ou afro-arabes, avec des rythmes rapides, souvent polyrythmiques (une combinaison de binaire et de ternaire accompagnant une danse très populaire, appelée sharh. Dans les années 1970-80, la star du Lahjî était Faysal ‘Alawî[14].

- Le hadrami, genre en provenance du Hadramawt et représenté dès les années 1930 par Mohammed Jum’a Khân[15]. Ce style, parfois qualifié de ‘awâdî (joué sur le ‘ûd), est influencé en particulier par la musique indienne, mais surtout basé sur un genre poétique local, le dân. Le Hadrami est parmi le premier à introduire deux ou trois violons à côté du chanteur instrumentiste soliste. À partir des années 1970, la star hadramie est Abû Bakr Sâlim Bal-Faqîh[16], qui s’adjoint une orchestration importante, y compris un synthétiseur, et fait surtout carrière dans le Golfe.

- Le style 'Adani (d'après le nom du grand port d'Aden), né à la fin des années 1940, s'inspire à la fois d’un fond populaire local citadin et la vague de popularité de la musique égyptienne ('Abd al-Wahhâb, Umm Kalthum). À partir des années 1960, ce style très syncrétique est illustré par Mohammed Murshid Nâjî[17] et Ahmed Qâsim.

### Musiques populaire, rurale et bédouine
Les musiques populaires du Yémen ne peuvent être étudiées indépendamment de leur environnement géographique et économique, qui sera le principal fil conducteur de cette présentation.

### Musique des Hauts-Plateaux
Cette région est façonnée par sa géographie très particulière : un immense plateau situé à environ 2 000 m d'altitude, entouré de montagnes à l’ouest, et à l'est par des régions plus désertiques (Marib) qui ouvrent sur le grand désert du Rub‘ al-Khâlî. Du fait que cette région est arrosée deux fois par an par la mousson, elle est d'une grande richesse agricole et caractérisée par différents systèmes d’irrigation.

#### Chant de travail
La croissance du sorgho (une céréale d'origine africaine), parce qu’elle est longue de 9 mois, scande presque toute l’année de travaux agricoles ayant chacun leur chant : chant de labour, chant de sarclage, chant d’effeuillage, hâdî, chant de moisson, hajla, chant de vannage, dharî, et d’autres encore. Dans un passé récent[Quand ?], le chant était indispensable pour donner du courage aux paysans ou tuer l’ennui de la monotonie des tâches. Les textes sont très courts, les paroles sont très simples, souvent sur le mode de la plaisanterie, pour stimuler les travailleurs, et ils sont toujours encadrés d'invocations religieuses, sollicitant la bénédiction du sacré, en général dans la tradition zaydite et parfois la tradition sunnite chafiite.
Le chant de labour, maghrad, accompagne la préparation de la terre par le cultivateur dans l’attente de la pluie de la mousson de printemps, ainsi que l'ensemencement. Lorsque les pieds de sorgho sont à la moitié de leur développement, on doit arracher leurs feuilles pour que les épis se développent mieux. Ce travail essentiellement féminin donne naissance à un chant spécifique, le hâdî, où les voix de femmes se distinguent particulièrement par leur caractère aigu. Enfin, lors de la récolte, les épis ayant été cueillis, les tiges sont coupées et ammoncelées dans le champ ; ce travail assuré par les hommes est accompagné d’un chant collectif, très rythmé et avec un ambitus réduit, le mahjal. Par leur contexte et par leurs thématiques, ainsi que par un ensemble de traditions orales (contes, proverbes, etc.), Tous ces chants évoquent un monde similaire à celui des travaux et les jours d’Hésiode.
On trouve aussi de nombreux chants de transport comme les chants de chamelier. Et des chants de construction : en l’absence de machines, le déplacement des pierres était conditionné par une coordination entre plusieurs personnes, ce que le chant facilitait, notamment avec une forme responsoriale, très rythmée et avec un ambitus mélodique restreint.
Les sédentaires des Hauts Plateaux yéménites étant organisés socialement en tribus (qaba’il), plusieurs formes musicales se rapportent à cette organisation. On citera en particulier trois genres majeurs, l'un poétique chanté, le zâmil, les deux autres chorégraphiques, la danse collective bara‘.et la danse individuelle lu'ba. Les deux tambours tâsah et marfa‘, qui accompagnent la bara‘, ont aussi un rôle essentiel dans la vie de la tribu. Dans les mariages, on trouve un instrument à vent principal, le clarinette double, jouée par les mêmes musiciens.

##### Chantzâmil
Le zâmil est créé et exécuté à l'occasion de réunions tribales, d'une guerre, d'un mariage, ou encore à l'occasion de l'accueil de représentants de l'État. Il est composé pour l’occasion, par un poète non professionnel, membre de la tribu (qabîla), toujours en extérieur. Le poète compose le texte dans sa tête ou sur une feuille de papier, puis l'adapte presque instantanément à une des mélodies du répertoire, en général tétratonique. Il le fait reprendre alors à l'unisson par l'ensemble des hommes présents qui se mettent à marcher en cortège en brandissant leurs fusils, ou bien font face, sur une ligne, à une autre tribu pour l'accueillir.
Le rythme (sans instrument de percussion) est toujours celui d'un pas saccadé. La poésie exalte le nom de la tribu, les lieux qui caractérisent son territoire, et surtout les vertus qui en sont garantes, comme le courage guerrier : « O Mont Haylân, dis (à la tribu) ‘Ajârim / L'éclair de la noblesse et de l'honneur brille » ; « Un groupe de guerriers nous vient des Banu Sa'd / Dans la besace du chasseur soixante-dix bons tireurs ».
Le zâmil s'interpréte aussi pour résoudre des conflits personnels, par exemple pour obtenir un traitement de faveur d'un géolier ou d'un conducteur de taxi collectif. En faisant fermement référence à des valeurs communes comme le sentiment de l'honneur des qabâ’il, la rhétorique du zâmil agit puissamment sur ceux à qui il est adressé.

##### Dansebara‘et tambours en timbale
La danse bara‘ est pratiquée en public, chaque fois que le village ou la communauté de lignage ont l'occasion de s'affirmer comme tels, que ce soit pour un mariage, aux fêtes religieuses ou lors de rencontres politiques locales. Son esthétique contribue à en faire un rite social majeur de la société tribale (les hommes de tribus ne la considèrent pas comme une « danse » à proprement parler). En général, elle suit l'exécution du zâmil, ou elle peut éventuellement se combiner avec lui, mais sans coïncider par le rythme. C’est une suite de danse en trois ou quatre parties rythmiques distinctes.
Quelques dizaines de danseurs sont disposés en forme de fer à cheval ; chacun brandit un poignard (janbiyah) et fait des mouvements qui rappellent, de manière stylisée, un combat à l'arme blanche, mettant aussi bien en jeu les pieds que les mains, la tête et tout le corps (d'où l’expression « danse du poignard » utilisée par les observateurs non-yéménites). Au fur et à mesure des mouvements, les moins bons danseurs quittent le cercle, alors que les meilleurs -souvent les plus âgés-, montrent de plus en plus leur savoir-faire et leur agilité, jusqu'à la dernière partie rythmique, qui est facultative, et ne met en présence que deux danseurs. Les corps se déplacent de plus en plus vite, exigeant une virtuosité croissante qui se termine par l’abandon du moins brillant et moins rapide. On peut en conclure que la bara' est une compétition qui établit une hiérarchie de l'excellence physique.
La danse bara‘ a une très forte signification identitaire, car chaque tribu a sa variante propre (rythmes, pas de danse, mouvements des bras et des pieds). Depuis quelques années, la bara‘ est dansée au moment de la fête nationale de la Révolution, acquérant ainsi une signification identitaire nationale.
Traditionnellement, les deux tambours en timbale, tâsah et marfa‘, qui accompagnent cette danse sont jouées par des musiciens professionnels au statut particulier, les mzayyin.

##### Clarinette doublemizmâr
Dans les villages des Hauts-Plateaux du Nord, le mizmâr , une clarinette double en roseau (appelée ailleurs au Proche-Orient mijwiz), se joue essentiellement dans les soirées de mariage (samra) pour accompagner la danse de divertissement, lu'ba. Les danseurs s'assemblent par deux ou trois, brandissant chacun leur poignard, comme dans la bara‘ ; autour d'eux se forme un cercle de spectateurs. Ils sont accompagnés par un petit orchestre composé d’un mizmâr, d'un tambour cylindrique à deux peaux (tabl) et d'un plateau métallique (sahn). Le joueur de tabl, est aussi le chanteur qui chante à l'unisson avec la clarinette.
La virtuosité des danseurs, notamment chez les personnes de l'ancienne génération, en font un spectacle raffiné, où les participants sont impassibles et concentrés (un peu comme les Flamandes de Jacques Brel). Pourtant, le mot lu‘ba, littéralement « jeu », a une connotation de frivolité que n'a pas la bara‘ tribale. Aussi les deux types de danses sont-ils soigneusement distingués. En même temps, on remarque que les musiciens qui accompagnent les deux danses font partie du même groupe de statut, les muzayyin, qui étaient traditionnellement soumis au qabâ’il, mais dont le statut est maintenant en évolution. Une danse similaire à la lu‘ba est aussi pratiquée par les femmes, mais séparément des hommes, sans poignard, et elles sont seulement accompagnées de percussions, sans mizmâr,.
Il est semble impossible de mentionner toutes les formes de musique populaires des Hauts Plateaux zaydites qui sont d’une immense variété, en particulier dans le nord (autour de la ville de Saada), ainsi que vers l’est, autour de la ville de Mareb, marquée par la culture tribale, et dans l’ouest avec des montagnes très arrosées (Mohwit, Milhân, Ibb) où les chants de travail ont encore plus d'importance, notamment dans la culture du café. Plus généralement, on ne peut ici qu’évoquer les chants de la balançoire, madraha, les joutes de poésie improvisée, bâla, les chants de marche, razfa, et tant d'autres.
Parmi les musiciens, on notera[style à revoir] Ahmed Fathey, Mohammed Sâlem Ben Shamekh, Muhammad al-Harithi, Osama al Attar, Mohamed Zamari, Takia et Ayoob Tarish Absi.

## Instruments traditionnels
Les instruments à vent comprennent : mizmar, nafir, ney, et shabbâba. Les instruments à cordes comprennent :  oud, qanbüs ou cûd et turbi, qanûn, simsimiyya ou tanbura. Les percussions incluent : darbouka, dum duma, hajar, maasta, marad, marfa', mirwas, sahn ou sîniyya, tabl, et tâsa.